# Verfolgung der Sinti und Roma im Raum Bayreuth

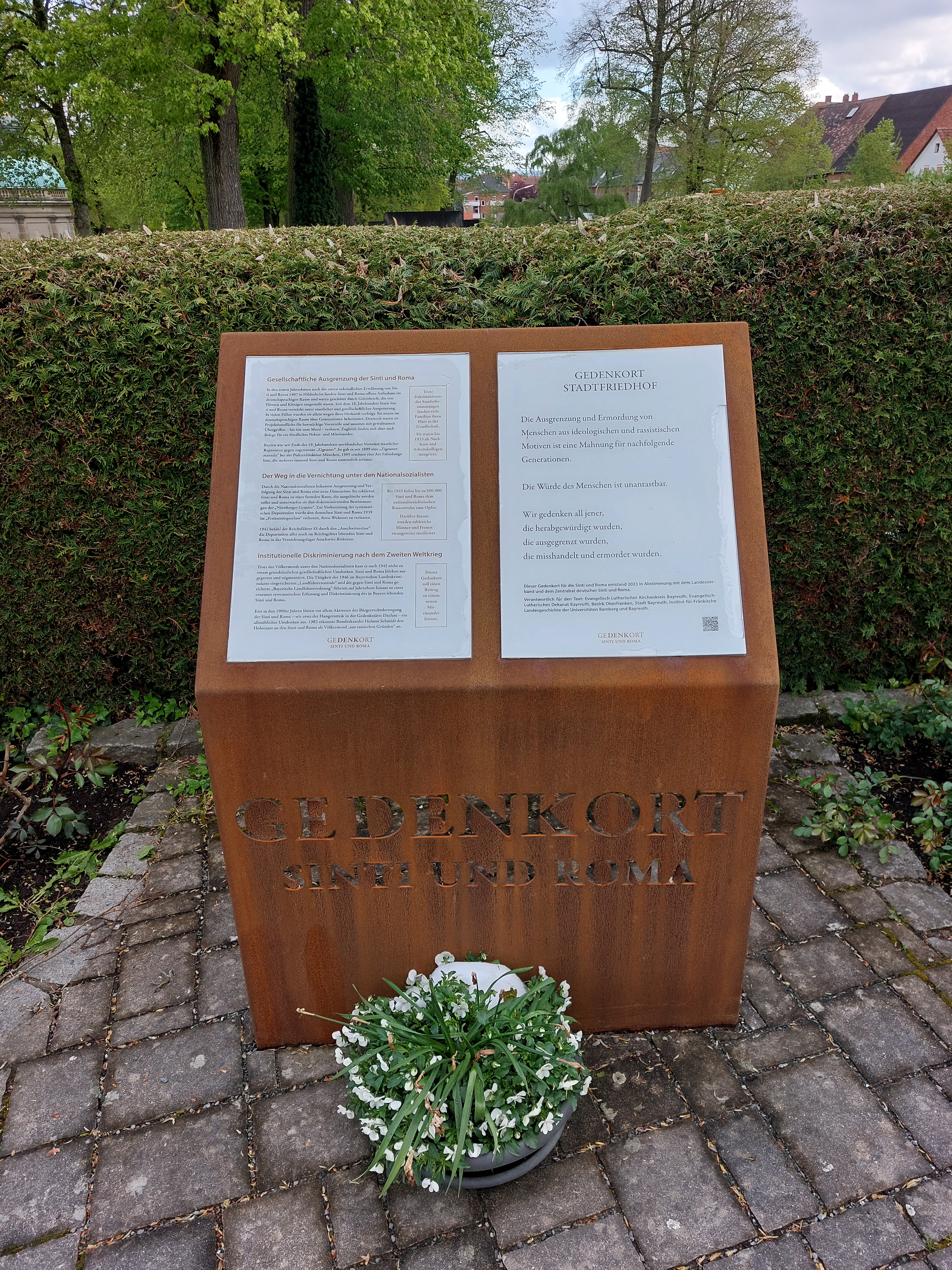
Gedenkort für Sinti und Roma auf dem Stadtfriedhof Bayreuth

Die Verfolgung der Sinti und Roma im Raum Bayreuth ist nur lückenhaft dokumentiert. Sie zieht sich von der Zeit Georg Friedrichs I., Markgraf im damaligen Fürstentum Kulmbach, bis ins späte 20. Jahrhundert hin.

## Hintergrund
Sinti und Roma leben seit Jahrhunderten in Europa. Im deutschsprachigen Mitteleuropa wurden sie zu Beginn des 15. Jahrhunderts erstmals in schriftlichen Quellen erwähnt und als „Zigeuner“ bezeichnet. In der Annahme, sie seien Pilger oder von den Türken vertriebene christliche Glaubensbrüder, wurden sie zunächst offenbar wohlwollend aufgenommen. Mit der zunehmenden Expansion des Osmanischen Reichs nahm die Furcht Mittel- und Westeuropas vor den „türkischen Ungläubigen“ jedoch zu. Zugleich begann man, sie ob ihrer nichtsesshaften Lebensweise als „kriminelle Vaganten“ abschätzig zu betrachten. Auf dem Freiburger Reichstag wurden sie 1497/98 für „vogelfrei“ erklärt. Der Mord an Angehörigen dieser Minderheit war damit straffrei möglich.

## Frühneuzeitliche Verfolgung
In den folgenden drei Jahrhunderten wurden in den meisten Territorien des Heiligen Römischen Reichs immer wieder Verordnungen erlassen, in denen diese Menschen als landesschädliches „herrenloses Gesindel“ bezeichnet wurden. Vielfach ordneten die Landesherren ihre Ausweisung, Vertreibung und schließlich sogar Ermordung an. Entsprechende Verordnungen wurden im Fürstentum Kulmbach-Bayreuth in den Jahren 1590, 1622, 1672 und 1716 erlassen. Im Jahr 1632 ist ein Pogrom bei Weißenstadt im Fichtelgebirge belegt, als das im Ort stationierte Militär eine vor den Toren des Orts abgewiesene Gruppe von etwa 20 Personen verfolgte. Von Teilen der ansässigen Bevölkerung unterstützt erschlugen die Soldaten die ganze Gruppe, darunter auch Kinder. Auf einem Flurstück am seit 1970 als „Zigeunermühle“ bezeichneten Weiler wurden die Leichen verscharrt.
Die frühneuzeitliche Verfolgung erreichte im frühen 18. Jahrhundert ihren Höhepunkt, als die Reichsstände und ganze Reichskreise die „Ausrottung“ dieser Minderheit anvisierten. Das im Dezember 1710 verabschiedete Strafpatent des Fränkischen Reichskreises, dem auch das Fürstentum Bayreuth angehörte, sah die Ausweisung der „Zigeuner und des anderen losen Gesindels“ bis zum 13. Januar 1711 vor, was auf allen Kanzeln verlesen werden sollte. Diejenigen, die diese Anordnung wider besseres Wissen nicht befolgten, sollten zur nachdrücklichen Warnung ohne weiteren Prozess an den nächsten besten an öffentlichen Straßen errichteten Galgen aufgehängt werden. Jene, die sich mit glaubwürdiger Unwissenheit entschuldigten, sollten zu „empfindlicher Tortur“ (Folter) gezogen werden.
Militärische Aktionen, bewaffnete Zusammenstöße sowie staatliche und spontane Gewaltausbrüche gegen die „Zigeuner“ waren die Folge. Im Jahr 1724 wurden auf Befehl des Bayreuther Markgrafen Georg Wilhelm im heutigen Bad Berneck 17 Frauen und Mädchen durch Erhängen hingerichtet, um ein abschreckendes Beispiel zu statuieren. Die Frauen, darunter ein 15 Jahre altes Mädchen, hatten sich geweigert, den Aufenthaltsort ihrer Männer zu verraten.

## Verfolgung im 19. und frühen 20. Jahrhundert
Im Jahr 1810 wurde das Fürstentum Bayreuth, und damit die Stadt Bayreuth und deren Umgebung, Teil des Königreichs Bayern. Seit dem Ende des 19. Jahrhunderts war Bayern unrühmlicher Vorreiter staatlicher Repression gegen „Zigeuner“. Ab 1899 existierte bei der Polizeidirektion München eine „Zigeunerzentrale“; 1905 wurde eine Art Fahndungsliste veröffentlicht, die mehrere tausend Sinti und Roma namentlich erfasste.

## Zeit des Nationalsozialismus
Die Nationalsozialisten erklärten „Zigeuner“ zu einer fremden Rasse, die ausgelöscht werden sollte, und unterwarfen sie den diskriminierenden Bestimmungen der Nürnberger Gesetze. Zur Vorbereitung ihrer systematischen Deportation wurde ihnen 1939 verboten, ihre Wohnorte zu verlassen.
Am 16. Dezember 1942 unterzeichnete der „Reichsführer SS“ Heinrich Himmler den sogenannten Auschwitz-Erlass. Mit ihm wurde die Deportation der innerhalb des Deutschen Reichs lebenden Sinti und Roma angeordnet, um sie als Minderheit komplett zu vernichten. Aufgrund dieses Erlasses wurden von März 1943 an fast 23.000 Sinti und Roma in ganzen Familien aus elf Ländern in das Vernichtungslager Auschwitz-Birkenau deportiert. Unter ihnen befanden sich rund 10.000 Personen mit deutscher Staatsangehörigkeit. In Bayreuth waren 1939 etwa 15 Sinti gemeldet; das Schicksal der meisten von ihnen ist nicht bekannt, da die Akten über die Deportationen in der Endkriegszeit vernichtet wurden.
Dokumentierte Opfer:

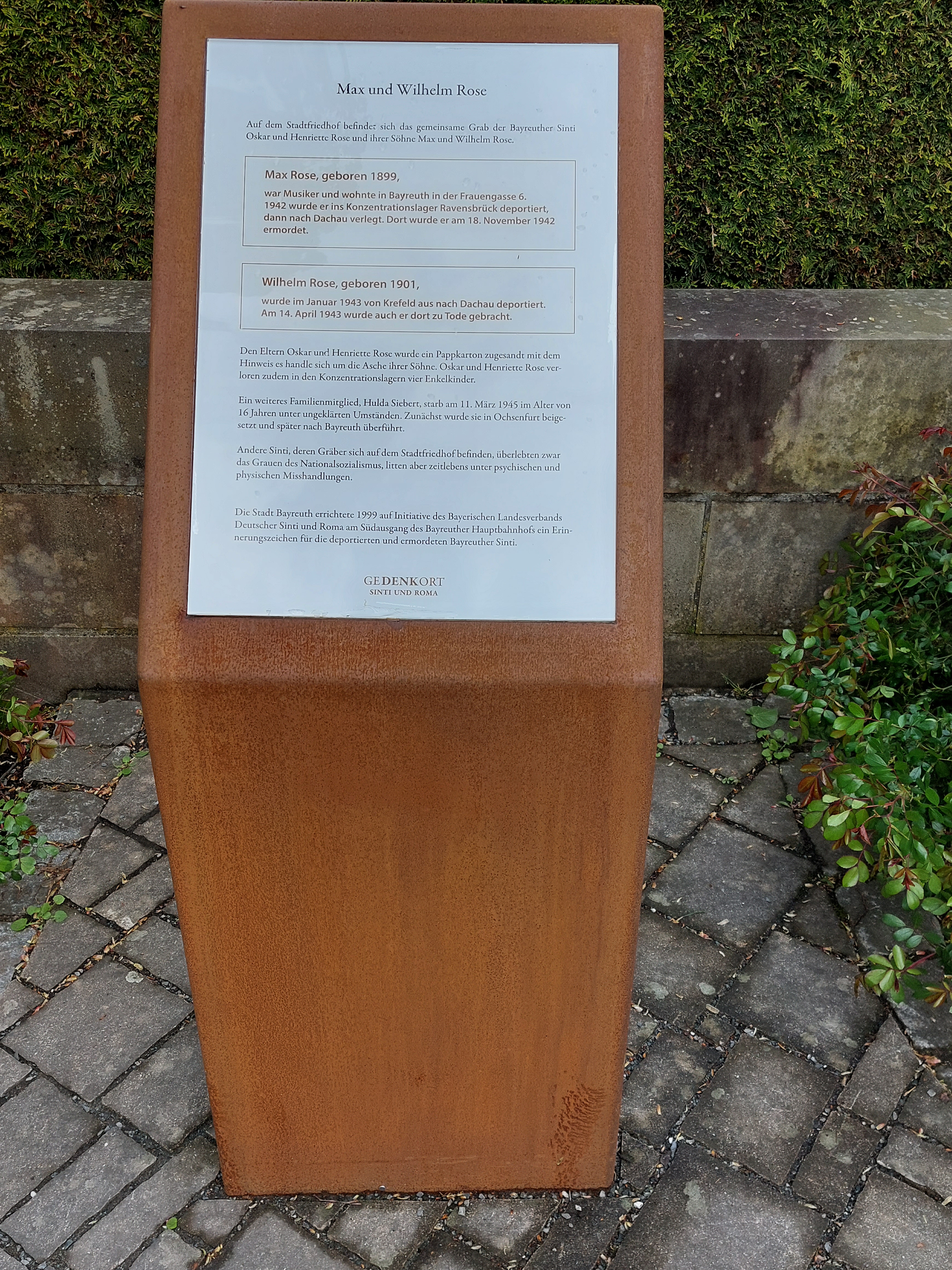
Gedenkstele für Max und Wilhelm Rose

- Max Rose, geboren am 10. September 1899 in Rädnitz, war ein Sohn von Oskar und Henriette Rose,[4] die seit etwa 1915 als Schausteller und Musiker in der Frauengasse 6 in Bayreuth ihren festen Wohnsitz hatten.[5] Der ledige Musiker war zuletzt als Hilfsarbeiter in Nürnberg gemeldet. Am 15. Juni 1942 wurde er von der Bayreuther Kriminalpolizei verhaftet und als Schutzhäftling in das Konzentrationslager Flossenbürg gebracht. Von dort wurde er am folgenden 18. Juli zunächst in das Konzentrationslager Ravensbrück verlegt. Am 3. November jenes Jahres wurde er in das Konzentrationslager Dachau überstellt,[4] wo er 18. November 1942 als „gestorben“ registriert wurde.[3] Ein Pappkarton[6] mit seiner Asche wurde seinen Eltern nach Bayreuth geschickt und im Stadtfriedhof Bayreuth beigesetzt.[4]
- Wilhelm Rose, geboren am 23. Mai 1901 in Peine, war ebenfalls ein Kind von Oskar und Henriette Rose. Der geschiedene Arbeiter wohnte zuletzt in Krefeld, wo er am 15. Januar 1943 von der Kriminalpolizei festgenommen wurde.[5] Am 29. Januar 1943 wurde er in das Konzentrationslager Dachau eingeliefert, wo er am 14. April 1943 unter unklaren Umständen starb.[3] Seine Asche wurde mit der seines Bruders Max in einem Karton seinen Eltern in Bayreuth zugesandt[6] und im örtlichen Stadtfriedhof beigesetzt.[5]
- Die sechzehnjährige Bayreuther Sintezza Hulda Siebert wurde am 11. März 1945 im Würzburger Gestapogefängnis erschlagen.[7] Das tote Mädchen wurde zunächst in Ochsenfurt beigesetzt und später nach Bayreuth überführt.[6]

## Nachkriegszeit
Ungeachtet des Völkermords kam es nach dem Ende des Zweiten Weltkriegs nicht zu einem grundsätzlichen gesellschaftlichen Umdenken. 1946 wurde im Bayerischen Landeskriminalamt eine Landfahrerzentrale eingerichtet, welche die Akten des „Dritten Reichs“ übernahm. Die 1953 erlassene Bayerische Landfahrerordnung war Grundlage für die weitere systematische Erfassung und Diskriminierung der in Bayern lebenden Sinti und Roma. Erst 1982 erkannte Bundeskanzler Helmut Schmidt die die Vernichtung der Sinti und Roma als Völkermord „aus rassischen Gründen“ an.